# Екситон Ваньє — Мотта
Екситон Ваньє — Мотта — екситон, радіус якого значно більший за характерний період ґратки (на відміну від екситонів Френкеля).
Екситони Ваньє — Мотта існують в напівпровідниках за рахунок великої діелектричної проникності останніх. Велика діелектрична проникність призводить до послаблення кулонівської взаємодії між електроном і діркою, що й є причиною великого радіусу екситона.

## Про походження терміна
Сам термін екситон був запропонований Френкелем в 1931 році. Френкель сформолював ідею існування таких квазічастинок. Уявлення про екситон великого радіусу, як про один з граничних випадів екситону взагалі, базується на теоретичній роботі Ваньє, але остаточно воно було сформульоване в роботах Мотта. Тому така квазічастинка отримала назву екситона Ваньє — Мотта.

## Енергетичний спектр екситона

### Тривимірний випадок
Для розрахунку енергетичного спектру екситона Ваньє — Мотта скористаємось примітивною моделлю. Будемо вважати ефективні маси електрона та дірки ізотропними. Також вважаємо, що відстань між електроном та діркою велика, в цьому випадку можна користуватися методом ефективної маси. Тоді рівняння Шредінгера для такої системи матиме вигляд:
{\displaystyle \left({\frac {{\hat {\mathbf {p} }}_{e}^{2}}{2m_{e}}}+{\frac {{\hat {\mathbf {p} }}_{h}^{2}}{2m_{h}}}+{\frac {e^{2}}{{\varepsilon }r}}\right)\Psi =E\Psi }
За допомогою заміни змінних відокремлюють поступальний рух центру мас та обертальний рух частинок навколо центру мас, що приводить до рівняння:
{\displaystyle \left({\frac {{\hat {\mathbf {p} }}_{ex}^{2}}{2\mu }}+{\frac {e^{2}}{{\varepsilon }r}}\right)\Phi (r)=\left(E-{\frac {\hbar ^{2}k_{ex}^{2}}{M}}\right)\Phi (r)}
Це рівняння аналогічне рівнянню Шредінгера для атома водню. Звідси витікає, що дисперсійна залежність енергії екситона має вигляд:
{\displaystyle E_{n}(k_{ex})=-{\frac {{\mu }e^{2}}{2\hbar ^{2}\varepsilon ^{2}n^{2}}}+{\frac {\hbar ^{2}k_{ex}^{2}}{2M}}=E_{g}-{\frac {R_{ex}}{n^{2}}}+{\frac {\hbar ^{2}k_{ex}^{2}}{2M}}},
де M = me+mh, 1/μ = 1/me+1/mh — зведена маса, r = re — rh.
Величина Rex = μe4/2ħ2с2 за аналогією зі сталою Рідберга для атома водню назвається екситонним Рідбергом.
Таким чином, для екситона у стані спокою, ми отримуємо набір дискретних водневих рівнів, які відповідають енергіям збудження, меншим за Eg (ширина забороненої зони). Для енергій E > Eg + ħ2k2
ex/2M розв'язки лежать у неперервному спектрі одноелектронних збуджень.

### Вплив екранування
При великих концентраціях носіїв заряду в напівпровіднику суттєвим стає екранування кулонівської взаємодії і може відбуватися руйнування екситонів Ваньє — Мотта. За наявності вільних носіїв потенціал кулонівської взаємодії має вигляд:
{\displaystyle V(r)={e^{2} \over \varepsilon r}e^{-r/r_{D}}},
де {\displaystyle r_{D}={\mathcal {E}}kT/4\pi e^{2}N} — дебаївський радіус екранування. Тут N — концентрація вільних носіїв заряду.
Якщо радіус першого екситонного стану з n=1 {\displaystyle a_{ex}=\hbar ^{2}\varepsilon /\mu e^{2}} (борівський радіус екситона Ваньє — Мотта), то умова зникнення екситонної серії внаслідок екранування: aex > rD. Для екситону Ваньє — Мотта в кристалах Ge ця умова виконується при концентрації донорів ~1017 см-3 та Т=77 К. Таким чином, для спостереження слабозв'язаних екситонів в напівпровідниках необхідні низькі температури та чисті кристали.

### Випадки спостереження екситонного спектру
Екситони Ваньє — Мотта чітко виявляють себе у спектрах поглинання напівпровідників у вигляді вузьких ліній, зсунутих на величину En нижче від краю оптичного поглинання. Водневоподібний спектр екситонів Ваньє — Мотта вперше спостерігався в спектрі поглинання Cu2O. Екситони виявляються також у спектрах люмінесценції, у фотопровідності, в ефекті Штарка та ефекті Зеемана.